# 翠玉白菜

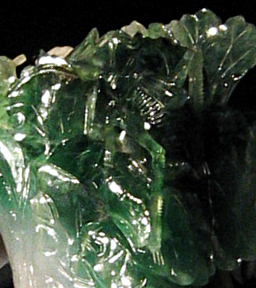
葉の上に彫刻されたキリギリス

翠玉白菜（すいぎょくはくさい、中国語: 翠玉白菜; 拼音: Cuìyù Báicài; 白話字: Chhùi-ge̍k Pe̍h-chhài）は、ヒスイ輝石（翡翠）を、虫がとまった白菜の形に彫刻した高さ19センチメートルの美術品。現在は中華民国台北市の国立故宮博物院に収められ、同館を代表する名品の一つである。

## 概要
翠玉白菜の大きさは高さ18.7センチメートル×幅9.1センチメートル×厚さ5.07センチメートルで、手のひらよりやや大きいぐらいである。
原石は、半分が白、半分が緑のヒスイ輝石で、原産地は雲南からミャンマーだと推測される。原石には空洞などの欠陥箇所もあるが、この彫刻ではそれが白菜の茎や葉の形にうまく活かされている。上部の緑色で白菜の色を再現しているが、これは人工着色ではなく、石に元から付いていた色を生かしたものである。このように原料本来の形のみならず、色目の分布をも生かした玉器工芸は「俏色（しょうしょく）」といい、硬玉が中国に普及する清朝中期以降に流行した。清代に本作と類似した作品が数例あるが、そのなかでも翠玉白菜は、新鮮な葉の息吹まで感じさせる瑞々しい造形や、白と緑の対比や緑の濃淡差によって小品とは思えないほどの深い奥行き感をもち、俏色のなかでも最も完成された作品の一つと言える。
葉の上にはバッタとキリギリスが彫刻されており、これは多産の象徴と考えられている。しかし、このキリギリスは学名Gampsocleis gratiosaと呼ばれるものであり、「螽斯篇」(『詩経』の一篇)の「螽斯」の意味とは異なる。この虫は、鳴くことが得意とされており、清の康熙帝の時代から、宮廷で宴会の雰囲気を盛り上げるために用いられていた。したがって、イナゴと同じように子孫繁栄を象徴しているとは解釈できない(『翠玉白菜上の昆蟲研究』洪章夫)。白い白菜の方は純潔の象徴とする説が有力であり、このように解釈すると後述の瑾妃の寝宮から発見されたという史実と整合性が取りやすい。
現在は木製の台に斜めに立て掛けられて展示されている。しかし、本来は盆景の一部として、四枚の花弁を象った琺瑯の小さな植木鉢の上に、四角い木製の支持具によってまっすぐ立った姿であった。ところが、1925年に故宮博物院が開館する際、当時の展示担当者はこのような組み合わせでは白菜の特質を壊してしまうと考え、また直立する白菜の姿にも違和感を感じたため、簡易な木製の台をわざわざ新規に作らせて現在のような鑑賞形態となった。この琺瑯鉢と支持具は長らく行方不明だったが、21世紀になって再発見され、現在は翠玉白菜の隣に展示されている。しかし本作品の本領は、垂直に立てて正面から見た時に最も表れる。外側を覆う花弁のような葉は、手前の葉は低く奥の葉は高くなるよう計算され、立てた時に最も多くの葉が連続して見える作りとなっている。更に、斜めにしてしまうとキリギリスの重さによって葉が垂れ下がる様子に齟齬が生じてしまい、葉先のしなやかさと虫の重みによって生じる造形的緊張感がやや損なわれてしまう。

## 歴史
この彫刻の作者は伝わっていない。
この彫刻は、元々は光緒帝の妃である瑾妃の住居、永和宮（紫禁城中）にあった。瑾妃が嫁いだ1889年に初めて世に現れたことから、瑾妃の持参品と考えられている。
1911年の辛亥革命で清朝が倒れてからも清室優待条件により清室の私産は清室によって所有されていたが、1924年11月に清室優待条件が修正されると清室所有の美術品は民国政府に接収され、その後紫禁城跡に作られた故宮博物院の所蔵品となった。1933年に日本軍の侵略を避けて上海市に移され、その後たびたび場所を移動した後、1948年に国共内戦のあおりを受けて台湾の国立故宮博物院に移され、現在に至る。
2014年6月、東京国立博物館が開催する「台北 国立故宮博物院―神品至宝―」にて、初めて海外出品された（最初の14日間のみ）。

## 特徴
翠玉白菜は、国立故宮博物院の「最も有名な彫刻」と言われており、清明上河図、肉形石と合わせて国立故宮博物院の三大至宝とされている。（ただし翠玉白菜と肉形石は中華民国台北市の国立故宮博物院に、清明上河図は中華人民共和国北京市の故宮博物院にある。）
国立故宮博物院北部院区のミュージアムショップのなかでも、翠玉白菜の関連グッズは人気が高く、種類も豊富である。2009年、その中にある白菜のおもちゃが中華人民共和国製であり、中国大陸からの観光客がわざわざ買って帰っていることについて、中華民国で「恥ずかしいことである」として問題にされたことがある。